# مالالاي كاكار
مالالاي كاكار (باتشو: ملالۍ کاکړ 1967-28 سبتمر 2008) كانت متقلدة منصب أعلى شرطية في أفغانستان بعد الإطاحة بطالبان في 2001.

كانت مٌقدم، حيث كانت رئيس قسم قندهار للجرائم ضدد المرأة. والتي قد تلقت عددًا كبيرًا من تهديدات القتل، وتم اغتيالها من قِبل طالبان في 28سبتمبر 2008.

انضمت كاكار إالي جهاز الشرطة عام 1982، متتبعةً خطى أبيها وأخوتها. كانت أول سيدة تتخرج منأكادمية شرطة قندهار، وأول سيجة تصبح محققة في قسم شرطة قندهار.

## إنفاذ قوانين القضايا الجنسانية في أفغانستان
يوضح مصير مالالاي كاكار تعقيدات التي تواجه إنفاذ قوانين القضايا الجنسانية في أفغانستان.حيث تغادر ضابطات الشرطة الأفغانيات منازلهن مرتدين البرقع، ليرتدين زي الشرطة والسلاح في مركز الشرطة للقيام بعملهن. وبحلول نهاية عام 2009 ، كان هناك حوالي 500 شرطية في الخدمة الفعلية في أفغانستان، مقارنة مع حوالي 92500 من رجال الشرطة. بينما تخدم بضع عشرات من أفراد الشرطة النسائية في المحافظات الجنوبية مثل قندهار وهلمند، حيث نفوذ طالبان هو الأقوى.
تلعب الشرطة النسائية دوراً أساسياً في الحرب ضد المتمردين في أفغانستان.وفي مجتمع تسوده ثقافة الفصل الصارم بين الجنسين، هناك حاجة إلى النساء بين قوات الأمن لأداء مهام خاصة، مثل تفتيش النساء والمنازل. فالشرطة النسائية ضرورية لإجراء تفتيش المنازل، حيث يشعر الأفغان بالأساءة البالغة عندما يدخل الجنود أو رجال الشرطة الأماكن التي تتواجد فيها النساء. وفي نقاط التفتيش، لا يمكن للنساءالبحث عن الأسلحة المخبأة وغيرها من السلع المهربة.
في ديسمبر 2009 ، وصفت العقيدة شفيقة قريشة، رئيس وحدة القضايا الجنسانية بالشرطة الأفغانية، الغارة التي جمع فيها المتمردون النساء في غرفة بها أسلحة مخبئة. تمكنت شفيقة من تفتيش كلا من النساء والغرفة، والعثور على أسلحة. بمداهمة شفيقة للمنزل، كانت أول ضابطة تدخل مكانًا حيث المقيمين به من الذكور ومع ذلك لم يستطيع هولاء الذكور تقديم إي شكوي من أن الشرطة قد انتهكت قواعد اللياقة والأحتشام نظراً لوجود
نساء في نفس المسكن.
شاركت نساء أخريات نفس مصير مالالاي المأساوي مثل حنيفة صافي وناجية صديقي رئيستي شئون المرأة في ولاية لغمان اللتان تم أغتيالهما عام 2012. وفي يوم الخميس 4 يوليو 2013 ، قتلت إسلام بيبي (أم تبلغ من العمر 37 عاما ثلاثة وضابطة شرطة قيادية في ولاية هلمند)بالرصاص وهي في طريقها إلى العمل .

وبعد بضعة أشهر، في 15 سبتمبر أطلق الرصاص علي خليفة بيبي، نيجار، البالغة من العمر 38 عاما، التي توفيت في اليوم التالي.

## وفاتها
مالالاي كاكار تم رميها بالرصاص ما بين الساعة السابعة والثامنة صباحًا بداخل سيارتها أمام منزلها وهي في طريقها للعمل في 28 سبتمبر عام 2008. وعندما توفت قيل أنها كانت في اواخر الثلاثينات أو في بدايه أو منتصف الأربيعينات. ولديها ستة أطفال.